# Episodi di Walker (terza stagione)
La terza stagione della serie televisiva Walker è stata trasmessa in prima visione sul canale statunitense The CW, dal 6 ottobre 2022 all'11 maggio 2023.
In Italia, la stagione viene trasmessa in prima visione assoluta su Italia 1 dal 13 aprile al 12 maggio 2024.
| nº | Titolo originale                         | Titolo italiano             | Prima TV USA     | Prima TV Italia |
| -- | ---------------------------------------- | --------------------------- | ---------------- | --------------- |
| 1  | World on a String                        | Il giorno del diploma       | 6 ottobre 2022   | 13 aprile 2024  |
| 2  | Sittin' on a Rainbow                     | L'unione fa la forza        | 13 ottobre 2022  | 14 aprile 2024  |
| 3  | Rubber Meets the Road                    | Va tutto bene               | 20 ottobre 2022  | 14 aprile 2024  |
| 4  | Wild Horses Couldn't Drag Me Away        | Ippoterapia                 | 27 ottobre 2022  | 20 aprile 2024  |
| 5  | Mum's the Word                           | Acqua in bocca              | 3 novembre 2022  | 20 aprile 2024  |
| 6  | Something There That Wasn't There Before | Niente è come sembra        | 10 novembre 2022 | 21 aprile 2024  |
| 7  | Just Desserts                            | Un dolce per Stella         | 17 novembre 2022 | 21 aprile 2024  |
| 8  | Cry Uncle                                | Senza di te                 | 12 gennaio 2023  | 27 aprile 2024  |
| 9  | Buffering                                | Pioggia di soldi            | 19 gennaio 2023  | 27 aprile 2024  |
| 10 | Blinded by the Light                     | Accecato dalla luce         | 26 gennaio 2023  | 28 aprile 2024  |
| 11 | Past Is Prologue                         | Il passato è il prologo     | 16 febbraio 2023 | 28 aprile 2024  |
| 12 | Best Laid Plans                          | Mano destra e mano sinistra | 23 febbraio 2023 | 4 maggio 2024   |
| 13 | The Deserters                            | I disertori                 | 2 marzo 2023     | 4 maggio 2024   |
| 14 | False Flag (Part One & Two)              | False Flag. 1ª parte        | 23 marzo 2023    | 5 maggio 2024   |
| 15 | False Flag (Part One & Two)              | False Flag. 2ª parte        | 30 marzo 2023    | 5 maggio 2024   |
| 16 | Daddy Was a Bank Robber                  | Tale padre tale figlia      | 27 aprile 2023   | 11 maggio 2024  |
| 17 | It Writes Itself                         | L'occasione giusta          | 4 maggio 2023    | 11 maggio 2024  |
| 18 | It's a Nice Day for a Ranger Wedding     | Aria di festa               | 11 maggio 2023   | 12 maggio 2024  |

## Il giorno del diploma
- Titolo originale: World on a String
- Diretto da:
- Scritto da: